# Árpád Doppler

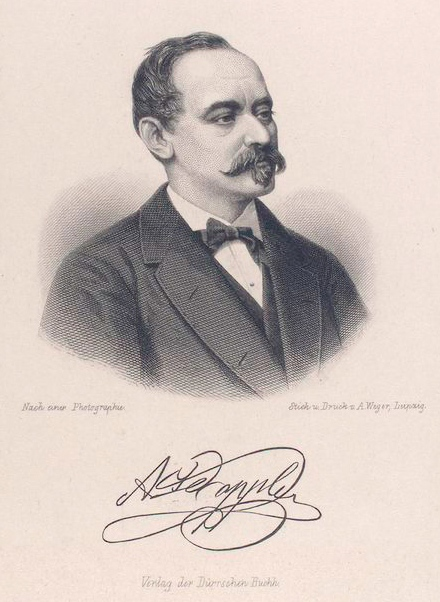
Árpád Doppler

Árpád Doppler (Boedapest, 5 juni 1857 - Stuttgart, 13 augustus 1927) was een Hongaars-Duits componist.
Árpáds vader Karl Doppler was fluitist, dirigent en componist. Árpád Doppler studeerde aan het conservatorium van Stuttgart. Van 1880 tot 1883 was hij docent aan het Grand Conservatory in New York en daarna aan het conservatorium van Stuttgart. Vanaf 1889 was hij koordirigent aan de hofopera. 
Hij componeerde de opera Kaligula (1891), meerdere orkestwerken, koorwerken en liederen.
- Gemeinsame Normdatei: 139557032
- MusicBrainz: 67dba49d-eb29-4c75-b832-4789f1a97f32
- Virtual International Authority File: 101283868
- WorldCat: E39PBJtRKgjQ6W9tdmYcJ4ckjC